# 妮基·安德森
妮基·安德森（英語：Nikki Anderson，1977年3月1日—），是一名匈牙利色情电影女演员与成人女模特。曾获得2000年5月的閣樓寵物。她演出的作品主要是西班牙PRIVATE公司制作的。

## 奖项
- Hot d'Or 最佳欧洲新星  – 1997
- Hot d'Or 最佳欧洲女演员 – 1999,  L'enjeu du desir[2]
- 閣樓 月度宠物 – 2000年5月